# دزاشیب
دِزاشیب محله‌ای است در شمال تهران واقع در شمیران که در شرق تجریش واقع شده‌ است، از شمال به جماران و نخجوان، از جنوب به تپه‌های قیطریه، از غرب به خیابان شریعتی و از شرق به چیذر و فرمانیه محدود می‌شود.
قسمت شمالی دزاشیب را محله بالا و قسمت جنوبی آن را محله پایین می‌گویند.

## تاریخچه
تنها پیشینه تاریخی قابل استناد از شمیران و دزاشیب کشفیات باستانی به‌دست آمده از تپه‌های قیطریه که مربوط به حدود ۳۳۰۰ سال پیش است می‌باشد. سایر گمانه‌زنی‌ها هیچ پایه و اساس تاریخی و مستند ندارد.
در قدیم آن را دزج سفلی می‌نامیدند و در لهجه محلی تا سال ۱۳۲۵ دِدِرشو گفته می‌شد. گفته می‌شود که دزاشیب شکل تغییر یافته دزآشوب (دژآشوب) است.
شغل مردم این منطقه، کشاورزی و دام‌داری بوده و بقیه را کاسبان محل تشکیل می‌دادند. دزاشیب در واقع، محل گذر به نیاوران و فرمانیه بوده‌است. این منطقه هنوز بافت سنتی خود را حفظ کرده و عرض خیابان آن تغییری نکرده‌است. دزاشیب دارای دو قنات، به نام‌های قنات بالا و قنات پایین، است که همچنان جریان دارند. قنات بالا در میانهٔ خیابان نجابت‌جو (در سوی شرقی) در شمال مسجد امیرالمؤمنین قرار دارد. قنات پایین، در خیابان شهید امیرحسین کریمی (بوعلی) و در شمال تقاطع خیابان سلیمی است. در دههٔ سی خورشیدی آب هر دو قنات، مورد آزمایش قرار گرفته بود. آب قنات بالا سالم ولی آب قنات پایین آلوده بود. به همین جهت از قنات بالا بیشتر استفاده می‌شد.
در زمان صدور شناسنامه و لزوم ثبت نام فامیل دو طایفه که اجداد آن‌ها به افرادی به نام‌های عباس و قاسم (تا حدی که در حافظه‌ها باقی بود) منتسب می‌شد، نام فامیل خود را عباسی و قاسمی انتخاب نمودند. منبع درآمد افراد ساکن در این منطقه علاوه بر کشاورزی، سبدبافی زنان بوده که هنوز زنان دزاشیبی این سنت را ادامه می‌دهند. سوتال، نام سبدهای بافتنی دزاشیب، به معنای ساقه گندم است.
اشخاص و اقوام معروف دزاشیب عبارتند از: شیخ علی شریعتمدار (فرزند حاج ملامحمد جعفر استرآبادی نویسنده منظومه آب‌حیات)؛ میرزا رفیع‌خان، میرزا هدایت، خانواده حسین قلیی خان قاجار (برادر فتحعلی‌شاه).
بر طبق روایاتی، (آشِب) قلعه بزرگی از قلعه‌های این منطقه بوده‌است که زنگی بن آق سنقر آن را ویران کرده و قلعه عمادیه را در آن بنا کرده‌است.
دربارهٔ طایفه‌های قدیمی محله دزاشیب که بیشترین نام فامیل این محله را به خود اختصاص داده‌اند: «شکل‌گیری این محله مانند بسیاری از محله‌های شمیران به دلیل اجتماع کشاورزان و دامداران بوده‌است. ۲ برادر به نام‌های قاسم و عباس که نام فامیلی قاسمی و عباسی را انتخاب کردند از نخستین افرادی هستند که در این محله ساکن شدند. آن‌ها که از مازندران به این محل آمده بودند، ابتدا در قیطریه ساکن شدند و سپس به دزاشیب نقل مکان کردند. قدمت سکونت آن‌ها در این محله به ۷۵۰ سال قبل می‌رسد. وارسته‌پور که قبلاً نام فامیلی عباسی داشته‌است. کاظمی‌ها هم طایفه بزرگی در دزاشیب هستند که بعدها به این محل آمدند.

## آثار تاریخی
- مسجد آقا شیخ علی، با قدمت بیش از ۲۰۰ سال و مساحت ۶۰ متر مربع، که در سال ۱۳۷۲، بازسازی شده‌است، از جمله مساجد قدیمی دزاشیب به حساب می‌آید. حاج شیخ علی شریعتمدار، عالم روحانی و فرزند حاج ملامحمد جعفر استرآبادی، از علمای زمان ناصرالدین شاه بود که به علت مخالفت با ناصرالدین شاه به آمل تبعید شد. او فردی مقتدر بود و اطلاعاتی از دانش داشت. وی صاحب چند اختراع، از قبیل ساعتی با دزدگیر و نیز تفنگ ته‌پر، است. همچنین فردی صاحب فتوا در این منطقه بوده‌است.
- مسجد عمر رمضون، با مساحت ۱۲۰ متر مربع، واقع در خیابان بوعلی (شهید کریمی)؛ نبش خیابان شهید سلیمی است، که قدمت آن به ۲۰۰ سال پیش و زمان ناصرالدین شاه می‌رسد. هم‌اکنون از این مسجد در مراسم عزاداری استفاده می‌شود ولی نماز جماعت در آن برگزار نمی‌شود.
- حمام بوعلی، با مساحت حدود ۴۰ متر مربع، که قدمت آن به ۱۵۰ سال پیش برمی‌گردد. این حمام فقط شامل یک خزینه و دوش بوده‌است، اما اکنون خزینه بازسازی شده و یک حمام عمومی نیز در آن ساخته شده‌است. از مهم‌ترین مناطق دزاشیب، کوچه سبزه میدان متصل به باغ فخرالملک اردلان است.
- کوچه قورباغه (فلاح)، نیز از دیگر گذرها است. علت نام‌گذاری، وجود استخر و آبگیری بوده که قورباغه فراوان داشته‌است. نام‌گذاری کوچه لَشان نیز، که به سرآسیاب دزاشیب معروف بوده‌است، به خاطر زمین‌های لش (آب‌دار و باتلاقی) بوده و چاه در یک یا دو متری آن به آب می‌رسیده‌است.
- از دیگر مکان‌های مهم و قدیمی و معروف دزاشیب به تکیه دزاشیب، به‌نام تکیه سیدالشهدا، می‌توان اشاره کرد که، با مساحت ۴۰۰ متر مربع، قدمتی ۲۵۰ ساله دارد. این تکیه که دیوارهای کاه‌گلی و ستون‌های چوبی آن هنوز باقی مانده‌است، قبلاً سقف چادری داشت و بعدها به شیروانی تبدیل شد.
- دبستان ادونتیست‌ها نیز، با ۳۹ دانش آموز در این منطقه سال‌ها دایر بود. ادونتیست‌ها پیروان ادونتیسم، شاخه‌ای از مسیحیت در آمریکا، هستند که معتقدند ظهور مسیح نزدیک است.
- باغ‌های متعدد و معروف دزاشیب عبارتند از باغ مجدالدوله[۳] داماد ناصرالدین‌شاه معروف به باغ دوقلو، باغ حاجی فخرالملک اردلان (واقع در کوچه اردلان)؛ باغ حاجی سید محمد صراف، باغ علاءالسلطنه (مکان فعلی انجمن خوش‌نویسان)، باغ ایگار و باغ نظر که به حسین قلی‌خان تعلق داشته‌است.[۲][۱]